# Медсестра у військовій палаті
«Медсестра у військовій палаті» (італ. L'infermiera nella corsia dei militari) — італійська еротична комедія режисера Маріно Лауренті.
Прем'єра відбулась 27 листопада 1979 року. Зйомки проходили в Апулії.

## Сюжет
Мікеле, брат винороба, помирає від нез'ясованих причин. Однак він встигає написати записку, що дорогоцінні картини сховав у психіатричній лікарні. У лікарні головним лікарем працює Амедео ла Русса, який проводить нетрадиційне лікування шляхом перевдягання у різних героїв задля лікування своїх пацієнтів. Дружина лікаря Вероніка хворіє на фригідність, через що Амедео прагне кохання від іншої. Він закохується у нову медсестру Грацію Манчіні, яка є подружкою винороба і під прикриттям пробирається до лікарні задля пошуку дорогоцінних картин. Однак винороб має у коханках Єву, а Грацію використовує лише для пошуку картин. Грація одночасно закохується у місцевого лікаря Сантареллі, який не одразу відповідає їй взаємністю.

## Актори
| Актор                 | Роль                     |
| --------------------- | ------------------------ |
| Надя Кассіні          | Грація Манчіні           |
| Ліно Банфі            | професор Амедео ла Русса |
| Паоло Джусті          | професор Сантареллі      |
| Карін Шуберт          | Єва                      |
| Еліо Замуто           | Джон                     |
| Карло Спозіто         | санітар                  |
| Ренато Кортезі        | Уголіні                  |
| Марселло Мартана      | Моретті                  |
| Джино Паньяні         | Оттавіо                  |
| Ермелінда де Феліче   | сестра Фульгенція        |
| Енцо Андроніко        | Галеаццо Гедеоне         |
| Кармен Руссо          | модель                   |
| Джиммі іл Феномено    | охоронець                |
| Луїджі Уццо           | Густаво                  |
| Вітторія ді Сільверіо | медсестра                |
| Лучіо Монтанаро       | винороб                  |
| Валентино Сімеоні     | чоловік на пляжі         |
| Альваро Віталі        | Пеппіно                  |
| Ньєвес Наварро        | Вероніка ла Русса        |

## Знімальна група
Режисер — Маріано Лауренті.
Сценаристи — Франческо Міліція, Маріано Лауренті.
Оператор — Федеріко Дзанні.
Композитор — Джанні Ферріо.
Художники — Джакомо Кало Кардуччі, Джулія де Ріу, Еліо Мікелі.
Монтаж — Альберто Моріані.